# حمراء عنابة
نادي رياضي حمراء عنابة المعروف تحت اسم حمراء عنابة، تأسس سنة 1944 وهو فريق يمثل مدينة عنابة.

## تاريخ النادي
تأسس النادي عام 1944 إبان الإستعمار الفرنسي تحت اسم الاتحاد الرياضي الإسلامي لبون كون أن مدينة عنابة كانت تسمى آنذاك بون. عنذ استقلال الجزائر عام 1962، تحول اسم النادي إلى الاتحاد الرياضي الإسلامي لعنابة. و في 1971 تم تحويل الاسم الى علاء عبروق حمراء عنابة

## إنجازات النادي
- البطولة الوطنية : (1)
  - البطل :1964
- كأس الجمهورية : (1)
  - البطل :1972

## وصلات خارجية
- الموقع الرسمي لنادي
- البطاقة الخاصة للنادي - كووورة.كوم